# Ilseng Station
Ilseng Station (Ilseng stasjon) er en jernbanestation på Rørosbanen, der ligger ved byområdet Ilseng i Hamar kommune i Norge. Stationen består af to spor, en perron med læskur og en tidligere stationsbygning i hvidmalet træ samt en mindre parkeringsplads.
Stationen åbnede som holdeplads 23. juni 1862, da banen mellem Hamar og Grundset stod færdig. Oprindeligt hed den Ihlseng, men stavemåden blev ændret til Ilseng i 1877. I 1878 blev den opgraderet til station. Stationen blev nedgraderet til trinbræt 1. juni 1986. I en periode fra 16. juni 2002 til 1. september 2003 blev den ikke betjent af persontog.
Den første stationsbygning, der blev taget i brug i 1862, er nu revet ned. I 1893 opførtes en ny stationsbygning efter tegninger af Paul Due. Den blev flyttet til Norsk Jernbanemuseum i Hamar i 1926. Den nuværende stationsbygning er et ombygget privathus, der blev taget i brug i 1921.